# دان تومسون (لاعب كرة قدم)
دان تومسون (بالإنجليزية: Dan Thomson)‏ (10 أغسطس 1891 بدندي في المملكة المتحدة - ) هو لاعب كرة قدم بريطاني (وحمل سابقاً جنسية المملكة المتحدة لبريطانيا العظمى وأيرلندا) في مركز جناح ‏. لعب مع سانت جونستون ونادي أبردين ونادي بريستول سيتي ونادي بورنموث ونادي توركي يونايتد ونادي والسول.